# ペンティ・エーリス・エスコラ
ペンティ・エーリス・エスコラ（Pentti Eelis Eskola、1883年1月8日 - 1964年3月25日）は、フィンランドの地質学者である。変成岩の研究で知られる。
Turku-Pori の Lellainen で生まれた。ヘルシンキ大学で化学を学び、記載岩石学（petrography）を研究分野とした。1921年から2年間、アメリカ合衆国のカーネギー研究所の地質学研究所で研究した後、1924年にヘルシンキに戻りヘルシンキ大学の教授となり、1953年までその職にあった。
赤鉄鉱グループのエスコライト（eskolaite、Cr2O3）に命名された。

## 受賞歴
- 1951年: ペンローズ・メダル（アメリカ地質学会）
- 1958年: ウォラストン・メダル（ロンドン地質学会）

## エスコラ・メダル
1963年にフィンランド地質学会はエスコラ・メダルを創設した。

### 受賞者一覧
- 1963年: ペンティ・エーリス・エスコラ
- 1969年: Tom F. W. Barth
- 1975年: Väinö Auer
- 1980年: Thure Georg Sahama
- 1986年: Ahti Simonen
- 1994年: Maunu Härme
- 1999年: Kaarlo Neuvonen
- 2007年: Gabriel (Gabor) Gaál